# David Blackwell
David Harold Blackwell (Centralia, Illinois, 24 de abril de 1919 – Berkeley, Califórnia, 8 de julho de 2010) foi um matemático estadunidense. Foi Professor Emérito de estatística da Universidade da Califórnia em Berkeley.

## Prêmios e condecorações
- Prêmio Teoria John von Neumann, 1979